# Король-орёл
«Король-орёл» (кит. 鷹王, англ. King Eagle) — гонконгский фильм режиссёра Чжан Чэ 1971 года. У фильма есть другие русские названия: «Королевский орёл», «Повелитель орлов».

## Сюжет
Лидера клана Тяньитун предаёт его заместитель Хун Цинтянь, использовав против лидера спрятанные во флейте дротики для внезапной атаки. Преданный представитель лидера клана, в чьих руках теперь символ власти, смертельно раненый при попытке созвать совет местных вождей, натыкается на странствующего мечника Цзинь Фэя по прозвищу Король-орёл. Умирающий сообщает Цзинь Фэю имя предателя, но Король-орёл из принципа не желает вмешиваться в чужие дела и поэтому продолжает заниматься своим делом. Цинтянь и Янь Бинъэр приходят в дом к Цзинь Фэю с просьбой не вмешиваться в дела клана. Они предлагают ему за это золото, но он отказывается. Обеспокоенный тем, что Король-орёл знает о предательстве, и это может представлять угрозу, Цинтянь задумывает заговор по уничтожению Цзинь Фэя. Для этого Цинтянь нанимает пару убийц, и те почти выполняют задание, но Янь Юйлянь, сестра Бинъэр, мешает им это сделать. Позже Фэй и Юйлянь объединяются в борьбе против Цинтяня и его людей. Между тем Цинтянь нанимает убийцу по прозвищу Железные Пальцы для уничтожения сторонников убитого главы и пары героев.

## В ролях
| Актёр        | Роль                       |
| ------------ | -------------------------- |
| Ли Цзин      | Янь Юйлянь / Янь Бинъэр    |
| Ти Лун       | Король-орёл Цзинь Фэй      |
| Чин Мяо      | Железные Пальцы Вань Хаоба |
| Чжан Пэйшань | Хун Цинтянь                |
| Вон Чун      | Фань                       |
| Ван Гуанъюй  | Фан Чэн                    |
| Чэнь Син     | Чэнь Тан                   |
| Чжэн Лэй     | Гуань Шифан                |
| Тан Цзя      | старший брат Тай Шань      |
| Лю Ган       | глава Тянь Итуна           |
| Дун Ли       | один из братьев Ло Дин     |
| Хун Лю       | один из братьев Ло         |
| Ю Лун        | Чу Хун                     |
| Чань Чхюнь   | младший брат Тай Шань      |
| Лэй Саукхэй  | глава Тянь Итуна           |
| Клифф Лок    | человек Тянь Итуна         |

## Съёмочная группа
- Компания: Shaw Brothers
- Продюсер: Шао Жэньлэн
- Режиссёр: Чжан Чэ
- Сценарист: Ни Куан[кит.]
- Ассистент режиссёра: Гу Си, Чэнь Цзюнькан
- Постановка боевых сцен: Тхон Кай[кит.], Юнь Чхёнъянь[кит.]
- Художник Чань Кинсам
- Монтажёр: Цзян Синлун
- Грим: Фан Юань
- Дизайнер по костюмам: Лэй Кхэй
- Оператор: Гун Мудо
- Композитор: Ван Фулин[кит.]